# Ataenius walkeri
Ataenius walkeri är en skalbaggsart som beskrevs av Blackburn 1904. Ataenius walkeri ingår i släktet Ataenius och familjen Aphodiidae. Inga underarter finns listade.